# Vizontele
Vizontele ist ein türkischer Film aus dem Jahr 2001. Er spielt im Jahr 1974 in einer verschlafenen ostanatolischen Stadt. In dieser Stadt ändert sich einiges, mit dem Einzug des ersten Fernsehers.
Die Fortsetzung des Kinoerfolgs ist Vizontele Tuuba.

## Handlung
In einem kleinen Dorf im Landkreis Gevaş der Provinz Van, schlummert um 1974 herum das Leben und die Zeit scheint stehengeblieben zu sein. Die Menschen gehen vor allem mit großer Leidenschaft ins Kino und ihre offenkundige Abgeschiedenheit vom Rest der Welt scheint sie keinesfalls zu stören. Als auf einmal ein Fernseher, ein wundersames „Radio mit Bildern“, aus Ankara ankommt, stellt dieser das Dorf auf den Kopf und Bürgermeister Nazmi wittert seine große Chance. So sieht der einzige Kinoinhaber im Ort sein Geschäft durch das Fernsehen bedroht.
Der Bürgermeister beauftragt Deli Emin, der als einziger Ahnung von Technik und Elektronik hat, den Fernseher zum Laufen zu bringen. Dieser nennt das Gerät statt Televizyon (türkisch für Fernseher) Vizontele. Mehrere Versuche, wie z. B. die Besteigung eines Berges, um ein besseres Signal zu bekommen, schlagen fehl. Am Ende aber läuft der Fernseher per Zufall doch und der Bürgermeister lädt die Menschen des Dorfes zur Premiere ein. Unglücklicherweise wird in den Nachrichten über den Einmarsch der türkischen Armee in Zypern berichtet, wobei ein Sohn des Bürgermeisters, der kurz vorher zum Militärdienst gegangen war, starb. Somit brachte das Fernsehen eine Unglücksmeldung. Die Ehefrau des Bürgermeisters lässt am Ende den Fernseher durch Deli Emin vergraben.

## Hintergrund
Vizontele erschien am 2. Februar 2001 in den Kinos der Türkei. Des Regisseurs und Autors Yilmaz Erdogan verarbeitet in diesem Film die Erinnerungen an seine Kindheit, die er in den siebziger Jahren in dem türkischen Dorf Hakkari zugebracht hat. Unerwartet wurde der Film in der Türkei zu einem Kinohit. In den deutschen Kinos wurde der Film ab dem 27. September 2001 in Originalversion mit Untertiteln gezeigt.

## Kritik
Janis El-Bira schrieb auf Filmzentrale.de: Yılmaz Erdoğan ist mit Vizontele ein sehr gelungener Erstling geglückt, den man sich als für den europäischen und kleinasiatischen Raum offener Kinofreak ruhig mal ansehen sollte. Es bleibt zu hoffen, daß dieses Werk auch der Start zu internationaler Bekanntheit für den talentierten Regisseur wird!

## Auszeichnungen
- 2001: Antalya Film Festival: Bester Schauspieler (Altan Erkekli), Beste Schauspielerin (Demet Akbag), Beste Musik (Kardes Türküler)
- 2001: Internationales Mittelmeer-Filmfestival Köln: Yılmaz Erdoğan, Ömer Faruk Sorak

## DVD
Die DVD Vizontele erschien am 27. Januar 2006.